# Seno Ponsonby
Seno Ponsonby és un si o braç de mar que entra en el costat nord-est de l'illa Hoste entre les penínsules Dumes i Pasteur a la regió austral de Xile.
Administrativament, pertany a la comuna de Cap de Forns a la província Antàrtica Xilena, a la Regió de Magallanes i l'Antàrtica Xilena i la seva meitat oest forma part del parc nacional Alberto de Agostini.

## Història
Les seves costes van ser habitades pels yámanas ja fa més de 6000 anys fins a mitjan segle xx. Al començament del segle xxi aquest poble havia estat gairebé extingit per l'acció dels europeus.
A la fi del segle xviii , a partir de l'any 1788 van començar a arribar a la zona els baleners, els llobers i caçadors de foques anglesos i americans del Nord i finalment els chilotes (de Chiloé).
Les següents expedicions van efectuar treballs hidrogràfics en el sector de Seno Ponsonby:
- 1624 - Jacob l'Hermite, almirall i Hugo Shapenham, vicealmirall, hi van estar un mes amb onze naus holandeses.
- 1769 - Tinent James Cook amb el HMB Endeavour partint de Badia Buen Suceso. Trànsit de Venus. Expedició anglesa.
- 1789 - Alejandro Malaspina amb la Descoberta i l'Atrevida. Expedició espanyola.
- 1830 - Robert Fitz Roy amb el HMS Beagle. Expedició anglesa.
- 1882 - Louis-Ferdinand Martial amb La Romanche. Expedició francesa.[4]

En una de les illes petites, illa Sapinij (Shapine), hi ha figures rupestres considerades el primer registre d'art rupestre en Terra del Foc.

## Posició geogràfica
Se situa a la costa nord-est de l'illa Hoste. És un braç de mar de 26 nmi de llarg que penetra a l'illa separant la península Dumes, al nord, de la península Pasteur en la seva ribera sud.
La seva entrada és àmplia i s'obre entre la península Dumes i l'illa Milne Edwards. Té 6 milles nàutiques de boca. A l'interior del si hi ha diverses illes de grandària regular la més gran és l'illa Mascart de 2 nmi de N-S i 1,5 nmi de E-O.

## Característiques geogràfiques
El seu clima és marítim amb temperatures suaus durant tot l'any. El vent predominant és de l'oest. El mal temps és permanent. És d'aigües profundes i navegable per tota mena de vaixell.
Les seves costes són envoltades de muntanyes nevades les faldes de les quals són cobertes de boscos de coigues i roure local. En les seves riberes es presenta la tundra magallànica i els matollars magallànics.
Es veuen albatros, gavines australs, ànecs vapor, llops marins. En el sector pesquer destaca l'existència de la centolla (cabra de mar de Patagònia Lithodes santolla) i el centollón (Paralomis granulosa).
Bahía Helada, al fons del seu sac, té 4,7 nmi en direcció NNE-SSW. El seu extrem nord jau molt prop del canal Beagle. És separada tqn sols per una franja de 1500 metres de la caleta Awaiakirrh en la ribera sud del canal Beagle a 4,7 nmi a l'ESE de la punta Divide.
El seu potencial turístic és enorme.